# 璧山上龙属
璧山上龙属（学名：Bishanopliosaurus）是一属已灭绝的蛇颈龙，该属最初被发现于中国自流井组，模式种为杨氏璧山上龙（B. youngi）。杨氏璧山上龙可以通过骨的分叉荐肋与其他上龙类区分。不寻常的是，该属似乎是一类淡水蛇颈龙。科学家在年代稍晚的下沙溪庙组发现了璧山上龙属的第二个物种自贡璧山上龙（B. zigongensis）。

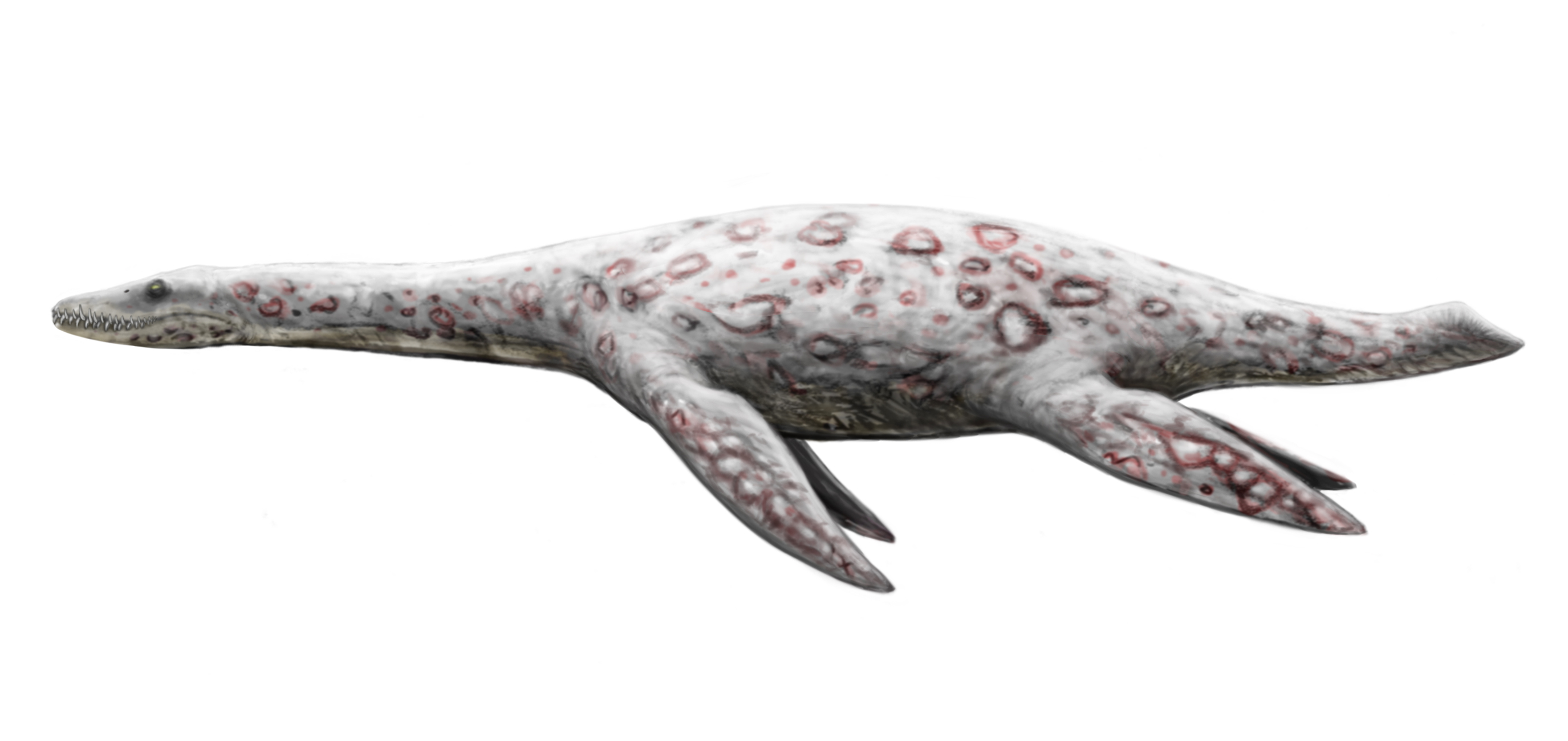
复原图

## 描述
璧山上龙属目前只发现了颅后骨骼，它们有着上龙类的典型体型：身体短而紧凑，相当扁平，强壮的四肢演化成了类似于桨的结构。头骨虽然尚未被发现，但应该有拉长形态，强壮的下颌上长有锋利的牙齿。它们的总长度肯定已经达到了4米左右。

## 分类
璧山上龙属的化石表明，它们有着上龙类的典型体型，这是一类脖子短、头部较大的蛇颈龙。璧山上龙属很有可能与菱龙科有关，菱龙科是一类头部类似于鳄鱼的原始上龙。

## 生活方式
毫无疑问，璧山上龙属是一群掠食者，它们可以通过鳍的有力撞击捕食鱼类和其他水生动物。璧山上龙属似乎是为数不多的淡水上龙之一。